# Parallelstructuur A12

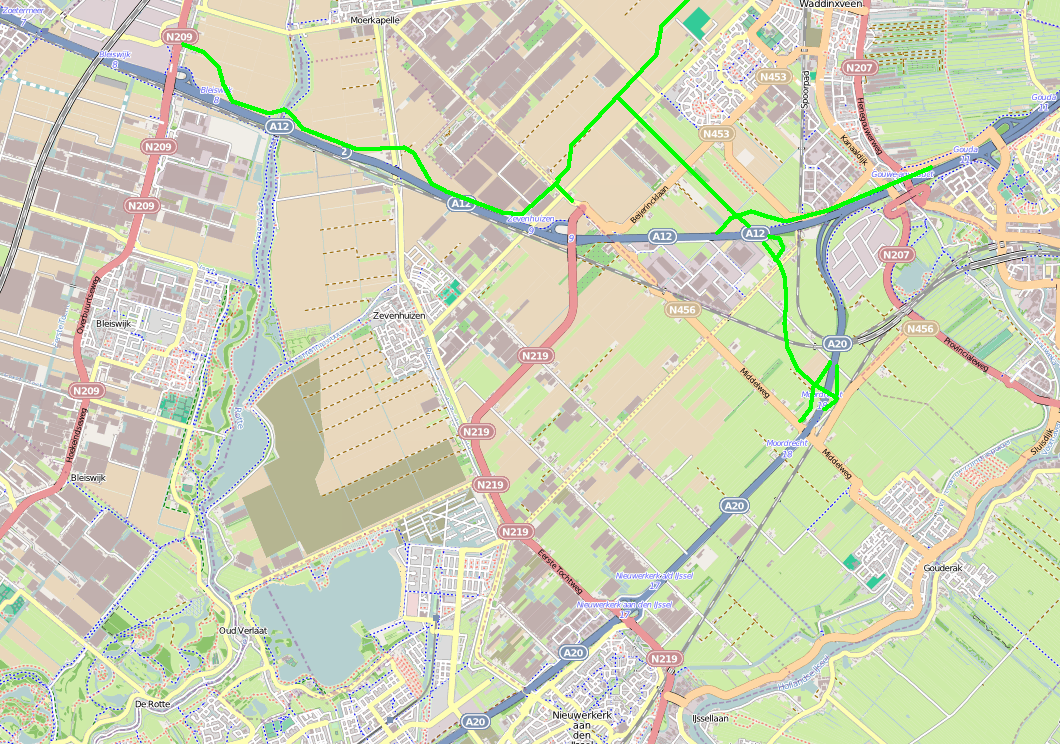
Locatie van de geplande nieuwe infrastructuur langs A12 en A20

De Parallelstructuur A12 is een stelsel van nieuwe regionale wegen in de gemeenten Gouda, Waddinxveen, Zuidplas, geïnitieerd door de provincie Zuid-Holland en ontworpen door ZJA Zwarts & Jansma Architecten. De nieuwe infrastructuur bestaat uit twee onderdelen:
1. Moordrechtboog (N457); een 2×2-provinciale wegverbinding met maximale snelheid van 80 km/u tussen het Knooppunt Moordrecht/A20 en de A12 nabij Waddinxveen;
2. Extra Gouwekruising (N451); een 2×2-provinciale weg met maximale snelheid van 80 km/u van Gouda naar de Moordrechtboog waarbij de Gouwe gekruist wordt met Amaliabrug;

## Achtergrond
Op de A12 bij het knooppunt Gouwe heeft het verkeer vanuit Gouda in de richting van Den Haag te maken met gevaarlijke verkeersituaties en filevorming  rondom het Gouweaquaduct. Die worden veroorzaakt doordat automobilisten vanuit Den Haag naar Gouda en andersom, het doorgaande verkeer van en naar Utrecht moeten kruisen. Deze ‘weefbewegingen’ zorgen voor een onrustig verkeer met veel remmen en daarmee tot verkeersonveilige situaties en files. 
Daarnaast zijn er in de Zuidplaspolder veel ontwikkelingen gepland. Zo komen er 15.000 nieuwe woningen, 150 hectare nieuw bedrijventerrein en 200 hectare nieuwe glastuinbouw. Hierdoor zal het op termijn nog drukker worden op de wegen.In het Gouweaquaduct is onvoldoende ruimte om uit te breiden.

## Financiering en planning
Vanaf 2007 is de parallelstructuur A12 onderdeel van het Meerjarenprogramma Infrastructuur, Ruimte en Transport (MIRT) van het Rijk. Het project wordt gefinancierd door de provincie, het Rijk en de ROZ (Regionale Ontwikkelingsorganisatie Zuidplas). 
De grondverwerving en de voorbereidingen voor het verleggen van kabels en leidingen voor de Moordrechtboog en de Extra Gouwekruising is gestart . De aanbestedingsprocedure is begin 2012 gestart. De uitvoering van.het werk aan de Extra Gouwekruising en de Moordrechtboog is door Heijmans N.V. gedaan. Deze wegen zijn 23 december 2016 geopend.

## Deelprojecten

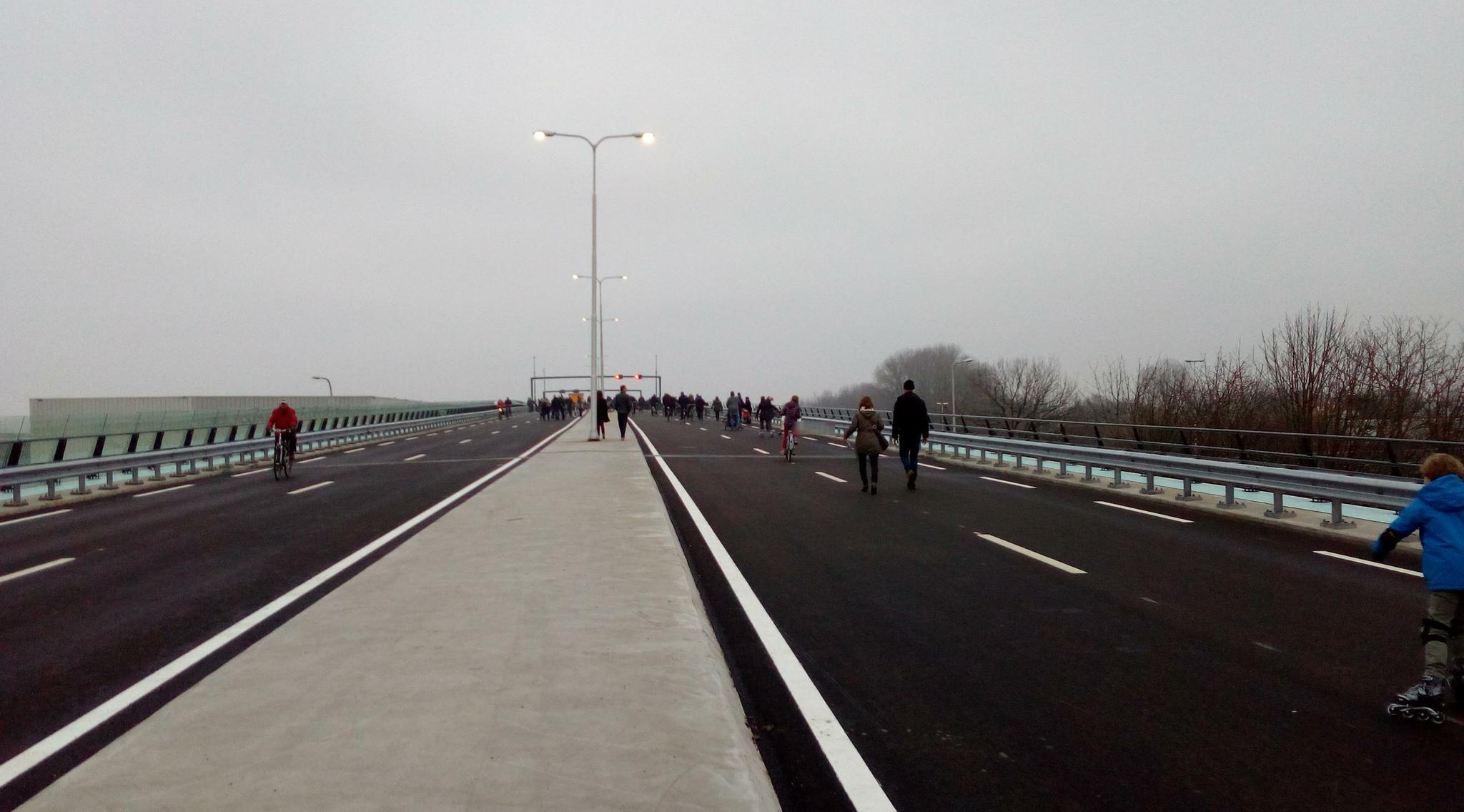
Opening eind 2016

### Extra Gouwekruising
De Extra Gouwekruising bestaat uit een 2×2-rijbaan van 80 km per uur en biedt een goede doorstroming van het verkeer. Verkeer vanuit Den Haag naar Gouda (en viceversa) kan vanaf eind december 2016 gebruik maken van deze nieuwe weg. De weg ligt met een lus ter hoogte van de wijk Plaswijck/ Bloemendaal parallel aan de A12 ter hoogte van de huidige N452. De Gouwe wordt gekruist via de Amaliabrug. De brug is gebouwd ten noorden van het Gouwe-aquaduct en de Coenecoopbrug.

### Moordrechtboog
De Moordrechtboog verbindt de Amaliabrug met de A12 en de A20 met een 2×2-rijbaan van 80 km/u. De Moordrechtboog zal in de gemeente Zuidplas de Zuidelijke Dwarsweg op maaiveld kruisen. Om deze reden is ervoor gekozen om de verbinding van de Zuidelijke Dwarsweg te herstellen met een tunnel onder de Moordrechtboog. De doorrijhoogte van de tunnel zal 4,2 meter bedragen. 
Verderop zal de Moordrechtboog de spoorlijn Den Haag – Gouda kruisen met een viaduct over het spoor. Na de opening is het wegnummer N457 toegekend aan deze weg.

### Rottelaan
De Rottelaan (voorheen Veilingroute) is een nieuwe provinciale wegverbinding van Waddinxveen naar Bleiswijk en loopt grotendeels parallel aan de A12. De nieuwe wegverbinding krijgt 2x1 rijbanen en een ontwerpsnelheid van 80 km/uur en moet bijdragen aan het voorkomen van files op de A12 en sluipverkeer op de wegen rond Moerkapelle en Zevenhuizen (N219). 
De nieuwe wegverbinding valt deels in gemeente Zuidplas (Korte Rottelaan, P4) en deels in gemeente Lansingerland (Verlengde Rottelaan, P5). In de gemeente Zuidplas heeft de gemeenteraad reeds ingestemd het bestemmingsplan Korte Rottelaan. In de gemeente Lansingerland liggen de plannen voor de Verlengde Rottelaan gevoelig. Tegenstanders zijn met name bang dat de buurtschap Kruisweg in Lansingerland zijn dorpse karakter kwijt zal raken. De Verlengde Rottelaan ligt tussen het Noordeinde en de N209 en kruist daarbij de Rotte en de Kruisweg.
Dit deelproject is uiteindelijk niet uitgevoerd.

## Ruimtelijke ordeningsprocedures
De ruimtelijke ordeningsprocedure voor de Moordrechtboog is in 2010 afgerond met de vaststelling van het bestemmingsplan Gouweknoop door de Raad van Zuidplas op 2 november 2010 en de vaststelling van het provinciaal inpassingsplan Gouweknoop voor het gedeelte op grondgebied van gemeente Waddinxveen door provinciale staten op 10 november 2010. Ook de Extra Gouwekruising kent een inpassingsplan. Dit inpassingsplan is op 12 oktober 2011 vastgesteld door Provinciale Staten.

## Fietspaden
De bestaande fietsverbindingen in de directe omgeving van de parallelstructuur A12 worden gehandhaafd. Daar waar de aanleg van de parallelstructuur de ligging van de fietspaden raakt, zal een aanpassing plaatsvinden.

## Organisatie
De parallelstructuur A12 is een samenwerkingsverband tussen provincie, rijk en regio, waarbij de provincie een regiefunctie heeft. De regio wordt vertegenwoordigd door gemeenten die in het plangebied liggen: Gouda, Lansingerland, Waddinxveen en Zuidplas. Andere betrokken partijen zijn: Stadsregio Rotterdam, Stadsgewest Haaglanden, Hoogheemraadschap van Schieland en Krimpenerwaard, Regio Midden-Holland en de Regionale Ontwikkelingsorganisatie Zuidplas (ROZ). De parallelstructuur A12 is een ontwerp van ZJA Zwarts & Jansma Architecten.